# Lonestar

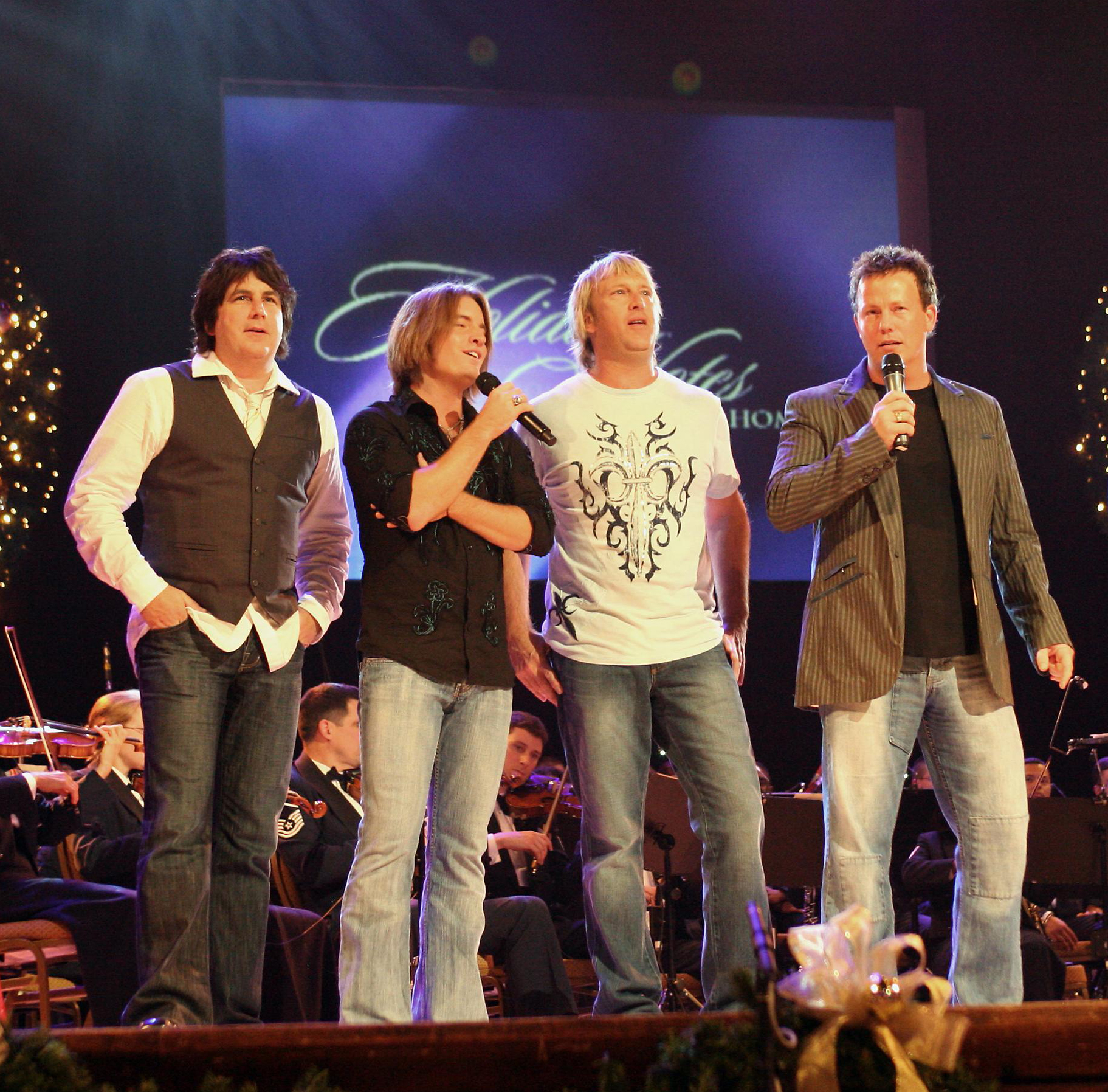

Lonestar é um grupo americano de música country constituído por Cody Collins (vocal, guitarra acústica), Michael Britt (guitarra, backing vocals), Keech Rainwater (bateria), Dean Sams (teclados, escaleta, vocais de apoio) e Michael Hill (Bass Guitar). Collins, que tinha estado anteriormente em outro grupo chamado McAlyster, substituiu o ex-vocalista Richie McDonald, que deixou em Novembro de 2007 para uma carreira solo. John Rich foi também o baixista e vocalista até 1998, quando ele foi demitido do grupo. Ele partiu para uma carreira solo, antes de se juntar a Big Kenny na dupla Big & Rich, em 2003. Desde a partida de Rich, Lonestar não tem um baixista oficial.
O primeiro gráfico de Lonestar foi no final de 1995 com o single "Tequila Talkin'", o primeiro dos 27 singles nas paradas country. Nove dos singles da banda alcançaram o número um desta tabela. Seu maior sucesso foi em "Amazed" de 1999, um crossover de sucesso que alcançou o número um nas duas cartas do país e da Hot 100 da Billboard, tornando-se o primeiro single a fazer isso desde "Islands in the Stream" de Kenny Rogers e Dolly Parton em 1983. O grupo também gravou oito álbuns de estúdio e uma compilação de Greatest Hits. Três de seus álbuns foram certificados, enquanto outros três foram certificados platina ou superior.

## Discografia
- Lonestar (1995)
- Crazy Nights (1997)
- Lonely Grill (1999)
- This Christmas Time (2000)
- I'm Already There (2001)
- From There to Here: Greatest Hits (2003)
- Let's Be Us Again (2004)
- Coming Home (2005)
- Mountains (2006)
- Party Heard Around the World (2010)